# X-COM: Terror from the Deep
X-COM Terror From The Deep (dále jen X-COM) je počítačová hra, která vychází svou koncepcí ze starší hry UFO: Enemy Unknown pro textový operační systém MS-DOS. Hráč je velitelem antimimozemšťanské obranné organizace známé jako X-COM, staví a stará se o základny, najímá vojáky pro boj na souši i pod vodou, intenzívně vynalézá nové technologie a vyrábí nové zbraně.

## Zápletka
Po výhře jednotek X-Com nad cizáky před několika lety zabitím velkého mozku na marťanské základně zvané cydónia se mimozemská aktivita přesunula pod mořskou hladinu. Zničení mozku zapnulo paprsek, který aktivoval podmořské zárodky cizáků a ty se začaly vyvíjet, zatím co nic netušící lidstvo oslavovalo. V roce 2040 lidstvo konečně dospělo k poznání, že planeta Země je ve vesmíru pouze jedna, a proto je sebevražedné ji ničit nesmyslnými válkami a znečišťováním životního prostředí. Po fiasku myšlenky řídit všechny národy světovými organizacemi OSN a NATO se většina existujících zemí spojila do velkých společenství jako Euro-Syndicate, Scandinavia, Asian Coalition a jiné. Naprosto neočekávaně však byl klid zbraní na Zemi přerušen brutálním způsobem. Za velkou luxusní námořní lodí HYPERION se náhle vynořila z vody mimozemská nepřátelská ponorka a okamžitě ji poslala ke dnu. Lidstvo okamžitě začalo připravovat protiútok. Jako jediná možná alternativa se jevila odvržená podmořská prototypová základna X-Com, která byla v úsporném chodu už 30 let. Na místo katastrofy byla okamžitě vyslána ponorka typu Barracuda. Boj proti mimozemšťanům začal.
Na začátku hry je k dispozici jedna běžně vybavená základna, dvě útočné ponorky, hrstka vědců, mechaniků, pár vojáků z námořnictva mnoha zemí se základním vybavením a finanční podpora vlád všech společenství světa. Nepřítelem lidstva je neznámá vysoce technicky vyspělá civilizace z hlubin oceánů.

## Základní pravidla
Základním předpokladem úspěšného boje se zákeřnými mimozemšťany je vaše obliba u politiků jednotlivých společenství přispívajících do rozpočtu naší organizace X-COM, která je přímo úměrná úspěchům v boji. Jestliže nebudete pečlivě mlátit politiky jednotlivých misí, státy začnou postupně snižovat výdaje na X-COM a nejvíce ohrožené vás přestanou nejen financovat, ale navíc podepíší smlouvu o vzájemné spolupráci s vašimi nepřáteli.
Hlavní tedy je dobře se připravit na všechny útoky či přepadové akce. V boji s nepřátelskou ponorkou jsou největším předpokladem vítězství především silné zbraně. Na začátku hry jsou naše útočné ponorky Barracuda vyzbrojeny pouze slabými torpédy Ajax a Craft Gas Cannonem, což nám umožňuje likvidovat pouze velmi malé nepřátelské ponorky.
Proto je zřejmé, že se budete zpočátku vztekat i při souboji s malým Cruiserem. V závěru však několika výstřely dostanete i obrovskou a nejlépe vybavenou bitevní loď mimozemšťanů.
V přímých soubojích vojáků s ufony je velkou výhodou silná zbraň, dobré brnění a zkušenost. Ufoni neznají slitování, takže stačí jedna malá chybička a okamžitě ztratíte jednoho nebo i více vojáků. Zkušenost každého vojáka je závislá především na počtu zabitých nepřátel. Na začátku jsou všichni jen slabí Námořníci, časem se z nich
stanou Seržanti, poté následuje pár dalších a úplně nahoře nade všemi stojí Kapitáni s obrovským množstvím životů a obrovskou přesností palby.

## Mise
Bojovat tváří v tvář smrti můžete hned v několika rozličných misích. Nejčastější je zcela určitě UFO Recovery Mission. Úkolem je zlikvidovat či neutralizovat všechny živé „zelené mužíky“ v okolí sestřelené lodě. Tato mise, jakož i útok na vetřelecké kolonie, obrana přístavu a přepadení X-COM základny je velmi podobná svému
předchůdci. Ostatní akce jsou nové. Velmi lákavé, avšak poněkud obtížné je likvidování ufonů, kteří přepadli plovoucí loď.
Každého hráče, který není příliš vtažen do hry, určitě zaujme pestré a členité mořské dno, na němž najde kopce, útesy, korálové trsy mnoha barev, antické rozbořeniny, sochy, potopené středověké lodě a mnoho dalších zajímavých útvarů.

## Rozdělení nepřátel
Mimozemšťani jsou víceméně rozděleni do několika různých druhů, které se od sebe tvarem a výkonem silně liší. Od malých Aqatoidů, kteří se svalí po jediné ráně ze slabší pistole, přes odporné Hallucinoidy a Xarquidy citlivé pouze na jeden typ zbraní, až po velmi odolné Krabouny, kteří svým tělem dost připomínají kraby. Každý kraboun většinou zemře až na druhý zásah ze Sonic Canonu. Návštěvníci z Marsu jsou navíc proti našim vojákům zvýhodněni ještě speciálními vlastnostmi. Například Tasot umí ovládat mysl (opravdu perfektní fígl, který začnou hojně používat až kolem 10. měsíce prvního roku), Hallucinoid vás umí několika elektrickými výboji zbavit života a Tentaculat vám udělá z vojáka zombii, a pokud se snažíte toho zombíka zlikvidovat, tak se z něj vyklube nový Tentaculat.

## Výzkum je životně důležitý
Pouze kvalitní lodě a dobře vyzbrojení vojáci vás však nepřivedou ke konečnému vítězství. Než nějakou věc či zbraň vyrobíte, musíte ji nejdříve objevit. Proto je výzkum nesmírně důležitý. Jedním z důležitých úkolů, které musíte plnit od začátku celé hry, je zvýšení počtu volných míst pro mnoho dalších získaných vědců, techniků i vojáků. Prozkoumat mimozemské zbraně a materiály může v přijatelném čase pouze skupina alespoň 50 vědců ale lepší je jich mít 100 (víc už ne). Poslední misi celé hry předchází hodiny tvrdé práce vašich badatelů a desítky více či méně důležitých objevů. Zkoumat v laboratořích můžeme většinu objevených předmětů, ale také živé ufony, z kterých
nakonec vytáhnete poslední nutnou informaci k jejich vyhubení, která spočívá v prozrazení umístění kolonizační lodi, která je dosud mimo provoz. Velká část objevených
a prozkoumaných předmětů se poté dá okopírovat a vyrobit ve vašich dílnách. Všechny silnější zbraně a výkonnější letadla si musíte sestrojit sami, ty si za peníze (i když jich máte hodně) nekoupíte. Výhodným zdrojem financí je však také výroba a následný prodej materiálu, což nepochybně brzy zjistíte (vhodný je například medi-kid nebo magnetické zbraně – cena prodeje ÷ cena výroby ÷ počet člověkohodin).

## Otevřený konec
Hra se dá předčasně ukončit dvěma způsoby. Mimozemšťané rozpráší základny, nebo hráč prodělává. Jestliže po jedné měsíční uzávěrce nestáhne své dluhy a nevrátí se do plusových hodnot, je konec. Společenství národů odepíše jako prodělečnou a zbytečnou instituci, jež není schopna ochránit Zemi před invazí zelených nestvůr. Prodělávat lze i při relativně velké úspěšnosti zásahů. Problémem může být fakt, že každá stavba v základnách si vyžaduje určitou částku na údržbu.
Všechno úsilí končí v okamžiku, kdy se podaří zjistit, odkud ufoni přicházejí. Pak stačí jen velký Leviatan plný vojáků.
Velmi silnou stránkou hry je její atmosféra, která činí celou hru velmi přitažlivou, přestože grafika i zvuk mají průměrnou úroveň. Přínosem hry jsou také relativně malé požadavky na výkon počítače.

## Přijetí
| Udělil      | Skóre       |
| ----------- | ----------- |
| Bonusweb.cz | nehodnoceno |